# Mount Holly (New Jersey)
La ville de Mount Holly est le siège du comté de Burlington, dans l'État du New Jersey, aux États-Unis. Mount Holly détient le statut municipal de township.

## Démographie
D'après les chiffres du recensement de 2010, la ville compte 9 536 habitants répartis en 3 456 foyers et 2 262 familles. La répartition ethnique se fait pour l'essentiel entre Blancs à 65.6 % et Noirs à 23.1 % ; par ailleurs, 12.7 % des habitants se déclarent hispaniques ou latinos.
Pour la période 2006-2010, 12.2 % des habitants (7.1 % des familles) se situent sous le seuil de pauvreté.

## Histoire

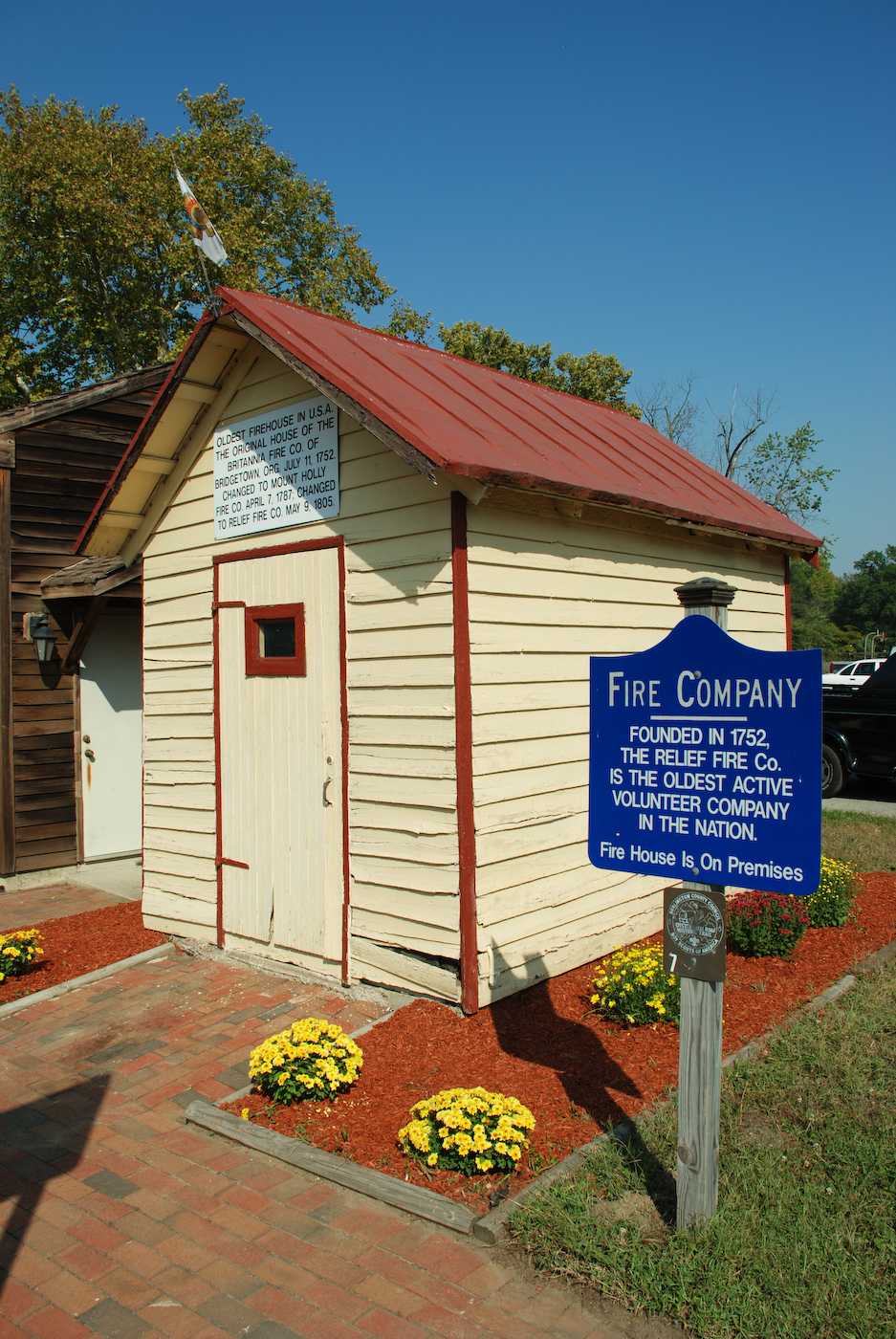
La plus vieille caserne de pompiers des États-Unis.

### Époque coloniale
La première installation d'émigrants européens sur les lieux date de 1677, lorsque Walter Reeves achète des terres aux amérindiens qui vivaient dans la région. Un barrage est élevé sur la rivière Rancocas pour acheminer de l'eau vers un canal de dérivation et ainsi alimenter une roue à aubes qui fournit de l'énergie à une scierie et à une minoterie. Edward Gaskill et ses fils creusent ce canal à la main sur leurs terres, entre 1720 et 1723. Bien qu'il ne reste plus aujourd'hui de machines, la dérivation est toujours en eau juste au-dessus du barrage, et les terres qui accueillaient le moulin à roue constituent maintenant le Mill Dam Park (parc du barrage du moulin).
À la suite de l'installation du moulin à roue, des résidences et des établissements commerciaux s'établissent sur les rues High, Church, White, Mill et Pine ; en l'an 1800, plus de 250 bâtiments sont déjà construits, dont la maison de rondins de Shinn Curtis (en).

### Période révolutionnaire
Le 7 décembre 1776, le colonel Samuel Griffin de l'armée continentale traverse le fleuve Delaware avec 600 hommes (la plupart peu entraînés, peu équipés, et certains très jeunes) pour avancer jusqu'à Mount Holly, où quelques pièces d'artillerie sont positionnées sur la colline d'Iron Works. Les commandants hessiens von Block et Carl von Donop reçoivent l'information que 3000 soldats américains sont stationnées à Mount Holly.
Le 23 décembre, 2 000 soldats hessiens reçoivent l'ordre de quitter Bordentown pour rejoindre le site du « Mount » à Mount Holly ; s'engage alors une bataille d'artillerie connue sous le nom de la bataille d'Iron Works Hill ou bataille de Mount Holly. Les américains finissent par battre en retraite, mais cette stratégie de diversion qui éloigne ainsi d'importantes troupes des alentours de Trenton joue un rôle crucial par la suite : en effet, George Washington traverse à son tour le Delaware le 25 décembre et remporte la bataille de Trenton dans une victoire inattendue qui renforce le moral des troupes américaines, lesquelles avaient très mal vécu la défaite de Fort Washington quelques semaines plus tôt, suivie d'une piteuse retraite dans le New Jersey.

### XIXesiècle

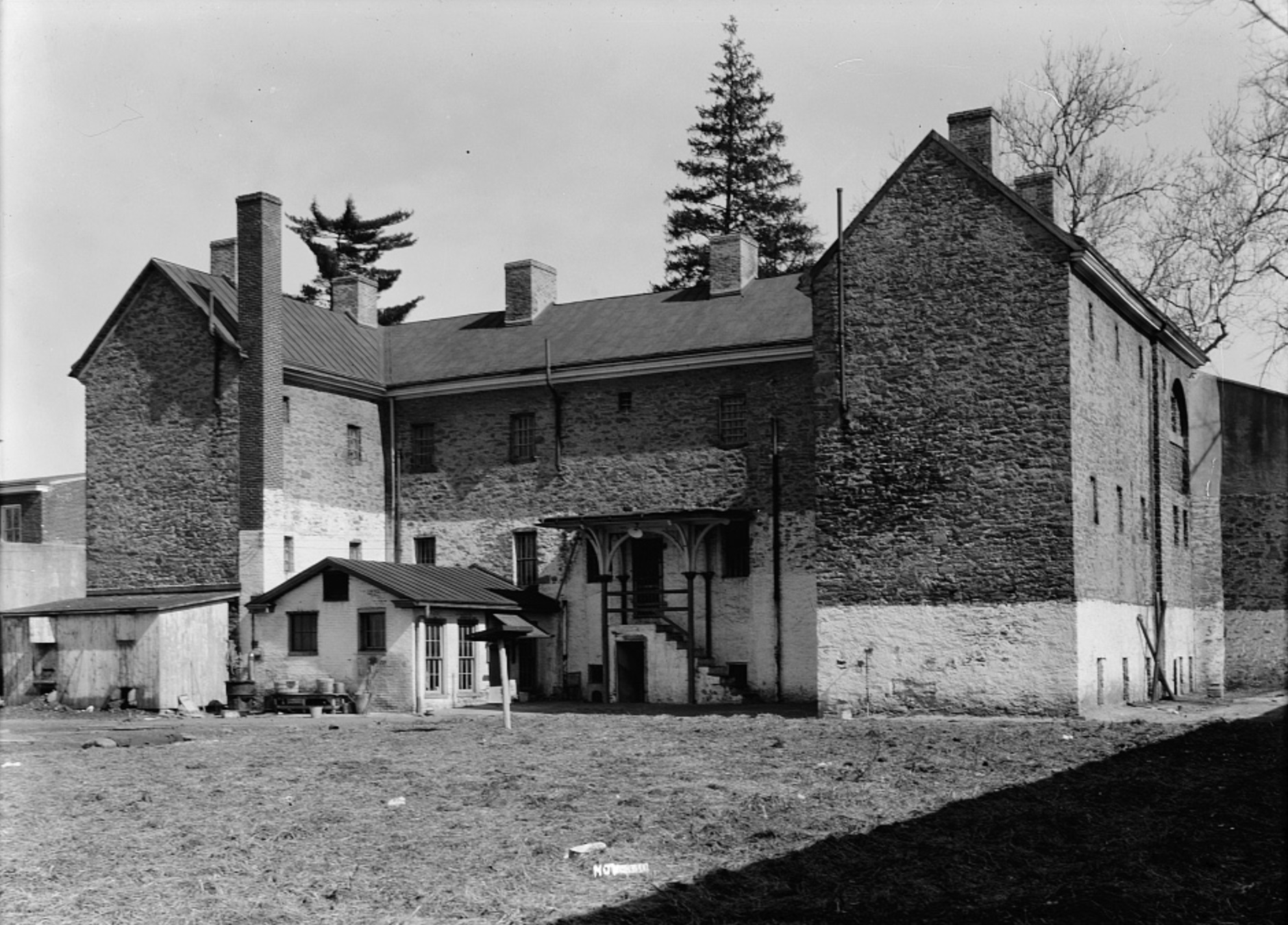
La prison du comté, à Mount Holly.

L'Assemblée de 1793 approuve le déplacement du siège du comté, qui est transféré de Burlington City à Mount Holly. De nombreux bâtiments municipaux importants sont construits, parmi lesquels le tribunal construit en 1796 et la prison du comté (aujourd'hui transformée en musée) construite vers 1819. Cette prison est construite par Robert Mills, architecte de renom qui est aussi l'auteur du Washington Monument.
De nombreux bâtiments du XVIIIe siècle et du XIXe siècle sont encore visibles en ville, la plupart se trouvant dans le quartier historique de Mount Holly, qui est inscrit au registre local et national des lieux historiques. Les bâtiments commerciaux ont surtout été construits le long de High Street, la rue principale.
En 1849, la compagnie de chemin de fer de Burlington et Mount Holly est lancée, et vingt ans plus tard c'est la compagnie de Camden et Mount Holly qui construit une gare à l'intersection des rues Washington et King.

### XXesiècle
À la fin des années 1950, Mount Holly commença à connaître des difficultés économiques du fait de la dégradation du tissu industriel. Au lendemain de la Seconde guerre mondiale, beaucoup d'emplois industriels et manufacturiers disparaissent alors que les employeurs locaux traditionnels comme les minoteries et les usines de teinture ferment leurs portes. L'impact de cette dégradation du marché de l'emploi est peu visible au départ, du fait de la présence de la base aérienne militaire de Fort Dix et McGuire qui emploie beaucoup de personnel, surtout pendant la guerre du Viêt-Nam. En 1971, le taux de logements non occupés était de 4.3 % à Mount Holly ; en 1980 ce taux est monté à 8.7 % du fait de la réduction des effectifs des installations militaires voisines une fois la guerre du Viêt-Nam terminée. Pendant cette même époque allant de 1970 à 1980, les grands centres commerciaux prolifèrent dans la région de Philadelphie, ce qui nuit considérablement aux commerces de proximité de Mount Holly.
En 1995, Mount Holly obtient le statut de Zone Urbaine d'Entreprise (Urban Enterprise Zone : UEZ), ce qui permet de relancer l'économie de la ville grâce à un jeu d'incitations fiscales, de baisses d'impôts sur les dividendes et autres programmes d'aide au développement d'entreprises locales.